# Chachokwith
Chachokwith /označava malenu školjku,/ jedna od bandi Atfalati Indijanaca, porodica Kalapooian, koji su u prvoj polovici 19. stoljeća živjeli na istoimenom mjestu sjeverno od Forest Grovea, na području današnjeg okruga Washington u Oregonu. 